# Hemmingius Henrici Hollo

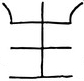
Hemmings bomärke.

Hemmingius Henrici Hollo (Hemming Henriks son Hollo, Hemmingius Henrici, eller Hemming från Masko, på finska Hemminki Maskulainen), född cirka 1550, död 1619, var en finsk präst, psalmförfattare och översättare. Han skapade en tidig finsk psalmbok, Yxi Wähä Suomenkielinen Wirsikirja och hade genom sitt arbete stort inflytande på senare finsk psalmdiktning.

## Liv

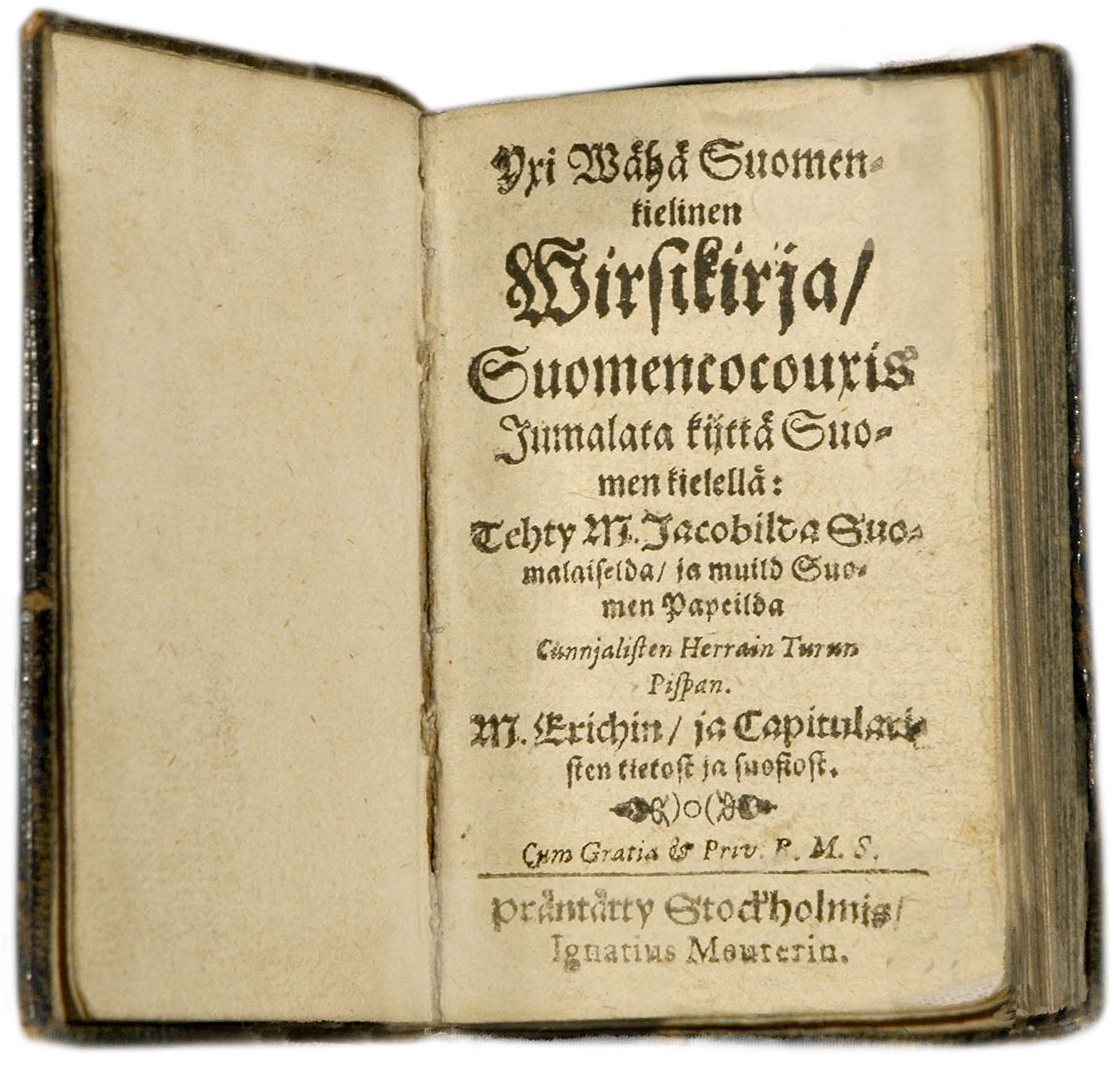
Hemmings psalmbok.

Hemming föddes cirka 1550 i en borgarfamilj i Åbo. Han studerade i Katedralskolan i Åbo med bland annat Erik Oxhuvud och Jacobus Finno (Jakob finske) som lärare. Båda dessa hade studerat utomlands. Hemming kan också själv ha studerat utomlands någon tid, såsom brukligt var, men det finns inga säkra uppgifter om detta.

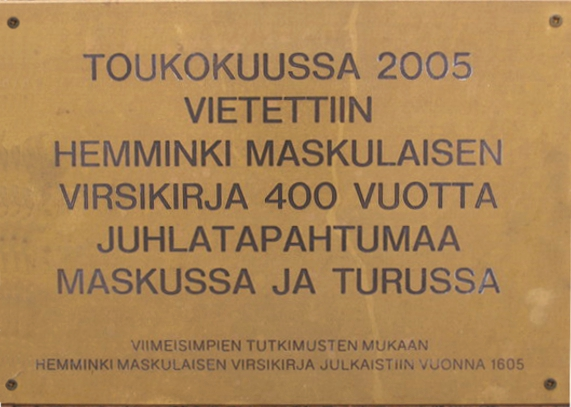
Minnesmärke på Hemmings gravsten: ”i maj 2005 firades i Åbo och Masko 400-årsjubileum för Hemmings från Masko psalmbok”.

Då han blivit präst fick Hemming tjänst som kyrkoherde i Masko 1586. Vid sidan av sitt arbete skapade han en finsk psalmbok mer omfattande än Jacobus Finnos, som varit den första. Hemmings psalmbok utkom antagligen 1605, under namnet Yxi Wähä Suomenkielinen Wirsikirja; psalmboken är känd endast genom en andra upplaga 1639. 
Yxi Wähä Suomenkielinen Wirsikirja innehöll alla Jacobus Finnos psalmboks 101 psalmer och 141 nya psalmer. Största delen var fria översättningar och bearbetningar av psalmer på svenska, tyska, latin och danska. Av psalmerna är 26 sådana som Hemming möjligen skrivit själv. Dessutom ingår 5 psalmdikter av domprosten Petrus Melartopaeus. Sammanlagt har boken 242 psalmer.
Hemmings psalmbok utgör stommen också för den så kallade gamla psalmboken från 1701, som var i bruk till slutet av 1800-talet, och i vissa kretsar fortfarande på 2000-talet. Den finska psalmboken från 1986 innehåller 17 psalmer som bygger på Hemmings egna och 28 som bygger på hans översättningar.
I finlandssvenska psalmboken 1986 finns en psalm som anges vara av Hemming (1605): nr 120, med begynnelseorden "På berget i förklarat sken", i bearbetad version av Ole Torvalds 1982, med melodi av Wolfgang Köpfel 1538.
Hemming översatte också sångsamlingen Piae Cantiones. Den finska översättningen Vanhain Suomen maan pijspain ja Kircon Esimiesten Latinan kielised laulud (ungefär ”det gamla Finlands biskopars och kyrkliga förmäns sånger på latin”) utkom 1616. Sju av sångerna ingår inte i de latinska utgåvorna från 1582 och 1625.